# 木幡藤子
木幡 藤子（こはた ふじこ、1946年 - ）は 日本の聖書学者、専攻は､旧約聖書学。広島大学名誉教授。日本旧約学会会員、日本聖書学研究所所員。

## 経歴
1946年大分市生まれ。1964年神戸女学院高等学部卒業。1968年国際基督教大学教養学部人文科学科卒業。1976年東京教育大学研究科言語学専攻博士課程単位取得退学。1976年から1986年までドイツ学術交換局（DAAD）とドイツプロテスタント教会の奨学金を得て留学し､キールとマールブルクで学び、1985年にマールブルクのフィリップス大学で神学博士号取得。1998年7月－9月にドイツ聖地(=イスラエル〔含占領地区〕とヨルダン)考古学研修所の招待を受け、聖地での研修と調査に参加。1990年広島大学総合科学部助教授、1995年広島大学総合科学研究科教授、2009年定年退職、広島大学名誉教授。

## 著書、共著書、共編書
著書
・Jahwist und Priesterschrift in Exodus 3-14: Beiheft zur Zeitschrift für die alttestamentliche Wissenschaft Bd.166, de Gruyter, 1986, 372 S.
共著書
・『新共同訳旧約聖書注解Ⅰ』監修＝高橋虔、B.シュナイダー、編集＝石川康輔､木田献一、左近淑、野本真也、和田幹男､115－151頁（出エジプト記の序論と1－18章）担当､1996年
共編書
・『聖書学の方法と諸問題』青野太潮共編、『現代聖書講座』第2巻、日本基督教団出版局、1996年

## 翻訳
・H.シュトラートマン「ヘブライ人への手紙」『NTD新約聖書注解　9』155－346頁、（関根正雄共訳）、
ATD・NTD聖書注解刊行会、1975年
・K.コッホ『預言者・Ⅰ』150－331頁担当、（荒井章三共訳）、教文館、1994年
・『出エジプト記　レビ記』3－116，168－184，393－420頁担当、（山我哲雄共訳）、岩波書店、2000年
・W.H.シュミット『旧約聖書入門・下』教文館 、2003年
・W.H.シュミット『旧約聖書入門・上』（増補改訂第2版）、教文館 、2004年
・M.ノート『出エジプト記』21－318頁担当（山我哲雄共訳）、ATD・NTD聖書注解刊行会、2011年  
注
1. 日本聖書学研究所所員・会員一覧　
2．『旧約聖書入門・上』ならびに『同・下』巻末の＜訳者紹介＞参照